# Araneus cavaticus
Araneus cavaticus är en spindelart som först beskrevs av Eugen von Keyserling 1881.  Araneus cavaticus ingår i släktet Araneus och familjen hjulspindlar. Inga underarter finns listade i Catalogue of Life.

## Bildgalleri

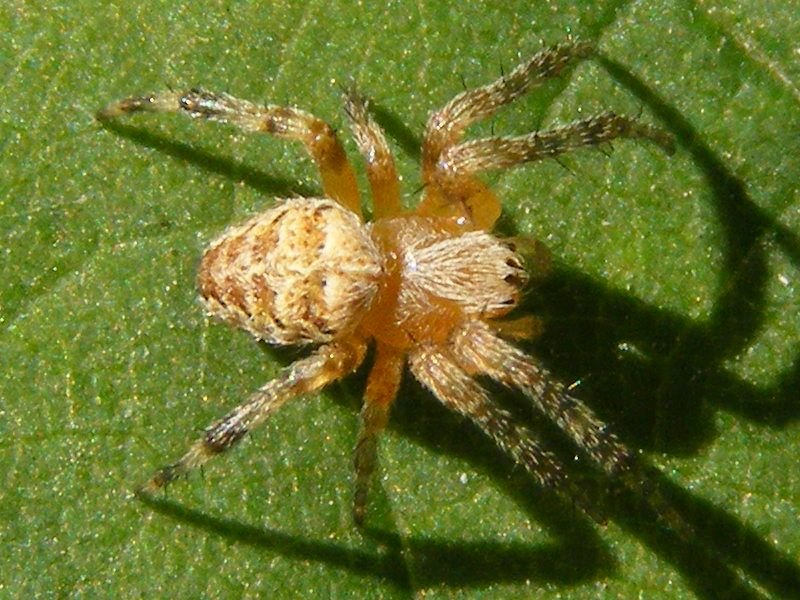
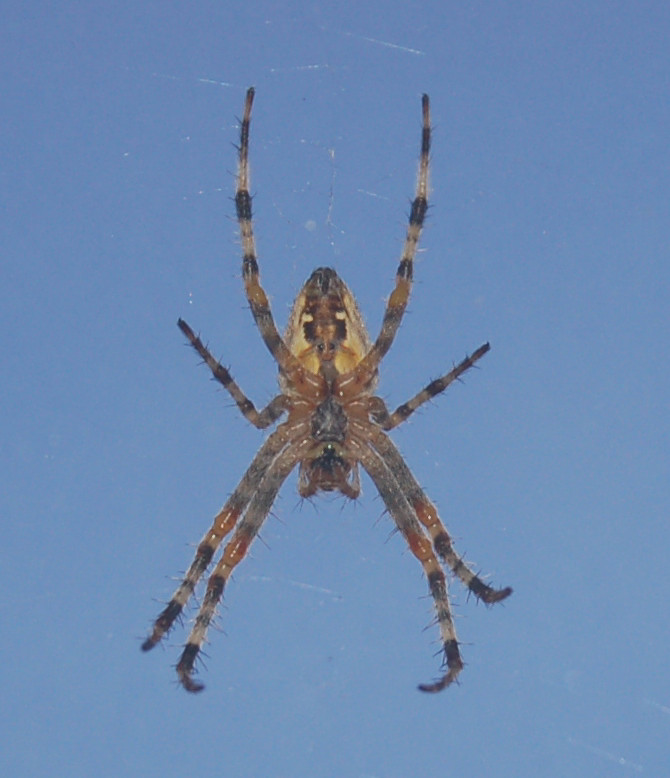
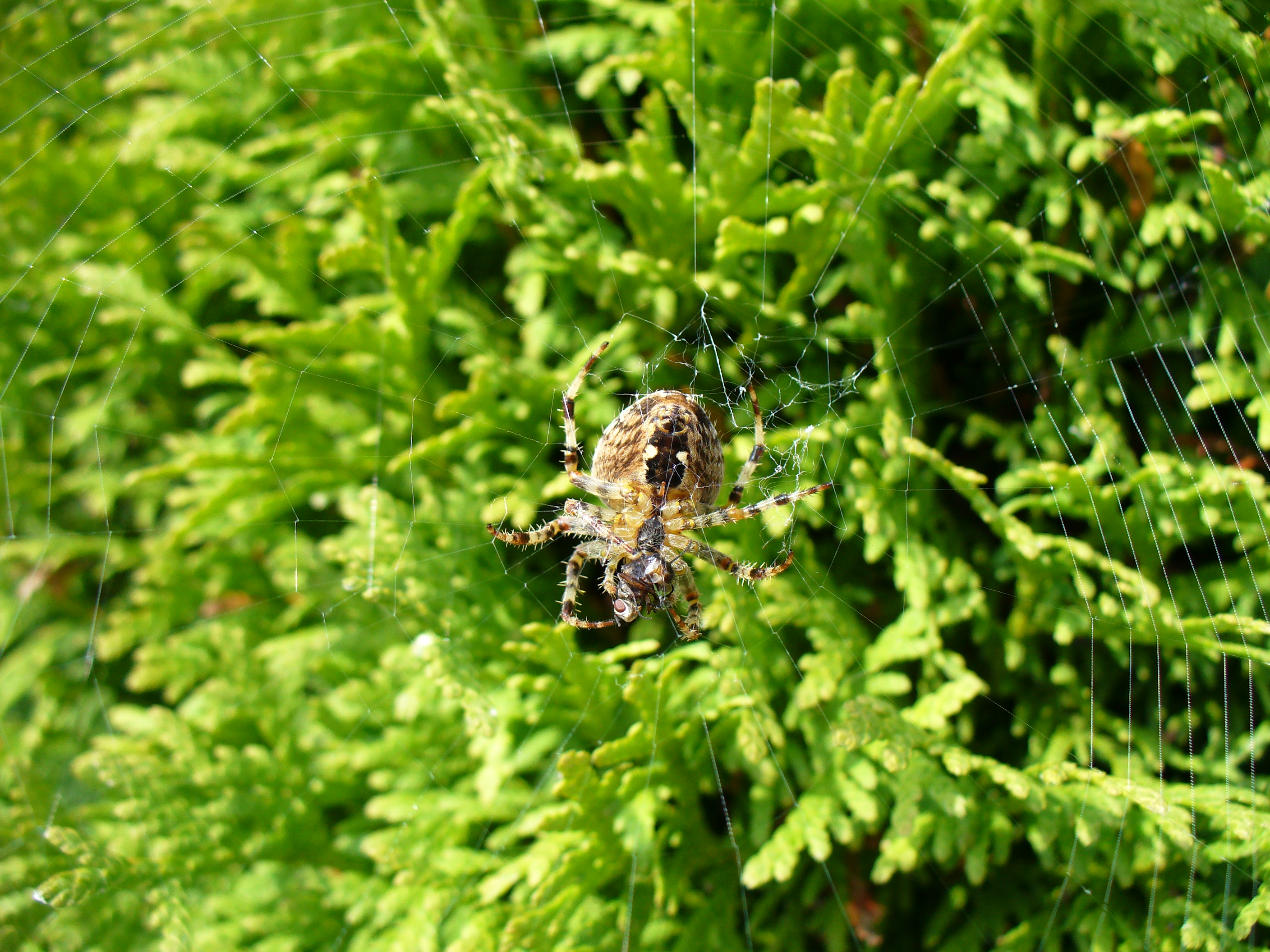
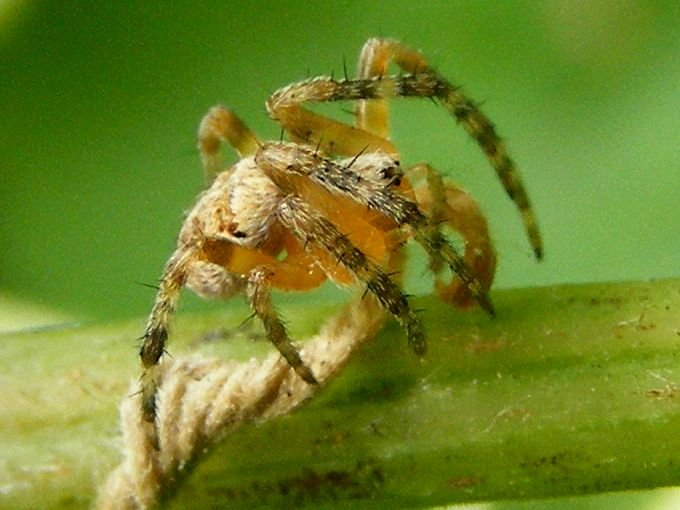
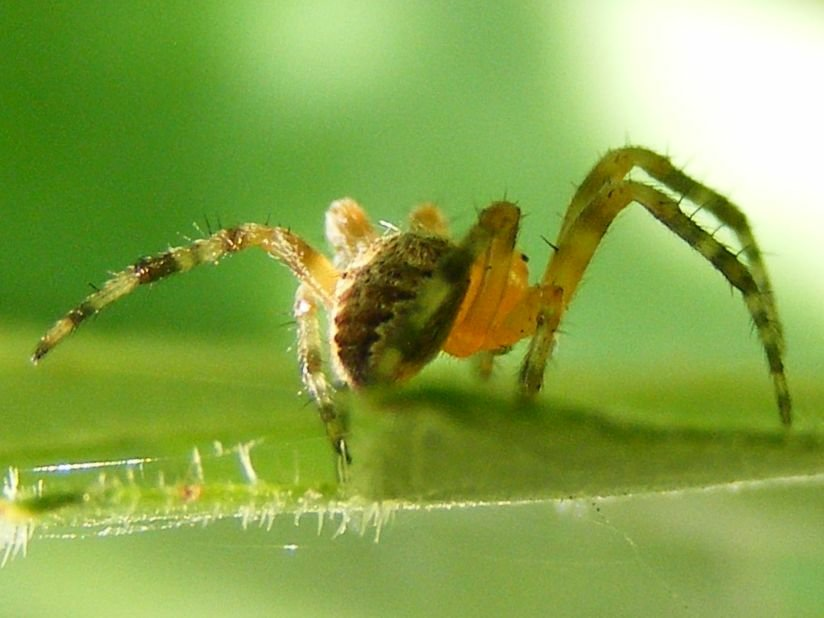
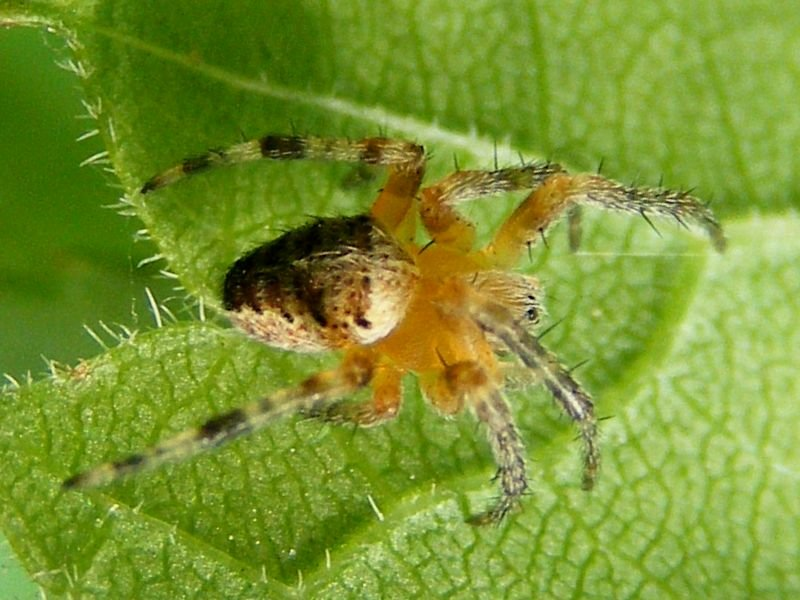